# Banca a l'ombra
Una banca a l'ombra o un sistema bancari a l'ombra és un terme per al conjunt d'intermediaris financers no bancaris que presten serveis similars als bancs comercials tradicionals, però fora de les normatives bancàries normals. La frase "banca a l'ombra" conté la connotació pejorativa dels "taurons de préstec del carreró del darrere". Molts de la indústria dels serveis financers consideren ofensiva aquesta frase i prefereixen l'eufemisme "finances basades en el mercat".
Aquesta definició la va presentar el director executiu de PIMCO (Pacific Investment Management Company), Paul McCulley, en una reunió anual del FED (Federal Reserve System) el 2007.
L'expresident de la Reserva Federal dels EUA Ben Bernanke va proporcionar la definició al novembre de 2013:
| « | La banca a l'ombra, com es defineix habitualment, comprèn un conjunt diverses d'institucions i mercats que, col·lectivament, desenvolupen funcions bancàries tradicionals, però ho fan fora, o de forma només vinculada, amb el sistema tradicional d'institucions dipositàries regulades. Exemples importants dels components del sistema bancari a l'ombra s'inclouen vehicles de titularització, paper comercial avalat per actius no bancaris, fons del mercat monetari, mercats d'acords de recompra, bancs d'inversió i empreses hipotecàries. | » |

La banca a l'ombra ha augmentat en importància per rivalitzar amb la banca de dipòsits tradicional i ha estat un factor primordial en la crisi hipotecària de 2007 i en la recessió global que va seguir.